# 46-XX
Classificazione delle ricerche matematiche: sezioni di livello 1

00-XX 01 03 05 06 08 | 11 12 13 14 15 16 17 18 19 20 22 | 26 28 30 31 32 33 34 35 37 39 40 41 42 43 44 45 46 47 49 | 
 51 52 53 54 55 57 58 | 60 62 65 68 | 70 74 76 78 | 80 81 82 83 85 86 | 90 91 92 93 94 97-XX
46-XX è la sigla della sezione primaria dello schema di classificazione
MSC dedicata all'analisi funzionale.
La pagina attuale presenta la struttura ad albero delle sue sottosezioni secondarie e terziarie.

## 46-XX
analisi funzionale
{per varietà modellate sugli spazi topologici lineari, vedi 57Nxx, 58Bxx}
- 46-00 opere di riferimento generale (manuali, dizionari, bibliografie ecc.)
- 46-01 esposizione didattica (libri di testo, articoli tutoriali ecc.)
- 46-02 presentazione di ricerche (monografie, articoli di rassegna)
- 46-03 opere storiche {!va assegnato almeno un altro numero di classificazione della sezione 01-XX}
- 46-04 calcolo automatico esplicito e programmi (non teoria della computazione o della programmazione)
- 46-06 atti, conferenze, collezioni ecc.

## 46Axx
spazi topologici lineari e strutture collegate
{per spazi di funzioni, vedi 46Exx}
- 46A03 teoria generale degli spazi localmente convessi
- 46A04 spazi di Frechet localmente convessi e (DF)-spazi
- 46A08 spazi barrelled?a botte, spazi bornologici
- 46A11 spazi determinati da proprietà di compattezza o di sommabilità (spazi nucleari, spazi di Schwartz, spazi di Montel ecc.)
- 46A13 spazi definiti da limiti induttivi o proiettivi (LB, LF ecc.) [vedi anche 46M40]
- 46A16 spazi non localmente convessi (spazi topologici lineari metrizzabili, spazi localmente limitati, spazi quasi-di-Banach ecc.)
- 46A17 bornologie? e strutture collegate; convergenza di Mackey ecc.
- 46A19 altri spazi lineari topologici (spazi di convergenza, spazi a ranghi, spazi con una metrica con valori in una struttura ordinata più generale di R ecc.)
- 46A20 teoria della dualità
- 46A22 teoremi del tipo Hahn-Banach; estensione e sollevamento di funzionali e di operatori [vedi anche 46M10]
- 46A25 riflessività e semi-riflessività [vedi anche 46B10]
- 46A30 applicazioni aperte e teoremi di grafico chiuso; completezza (incluse la B-completezza e la Br-completezza)
- 46A32 spazi di operatori lineari; prodotti tensoriali topologici; proprietà di approssimazione [vedi anche 46B28, 46M05, 47L05, 47L20]
- 46A35 sommabilità e basi [vedi anche 46B15]
- 46A40 spazi topologici lineari ordinati, reticoli vettoriali [vedi anche 06F20, 46B40, 46B42]
- 46A45 spazi di successioni (inclusi gli spazi di successioni di Köthe) [vedi anche 46B45]
- 46A50 compattezza negli spazi topologici lineari; spazi angelici ecc.
- 46A55 insiemi convessi in spazi topologici lineari; teoria di Choquet [vedi anche 52A07]
- 46A61 spazi di Fréchet graduati e operatori addomesticati?tame
- 46A63 invarianti topologici ((DN), (Ω) ecc.)
- 46A70 spazi di Saks e loro duali (topologie strette?, topologie miste, spazi a due norme, spazi co-Saks ecc.)
- 46A80 spazi modulari
- 46A99 argomenti diversi dai precedenti, ma in questa sezione

## 46Bxx
spazi lineari normati e spazi di Banach; reticoli di Banach
{per gli spazi di funzioni, vedi 46Exx}
- 46B03 teoria isomorfica (inclusa la rinormalizzazione?) degli spazi di Banach
- 46B04 teoria isometrica degli spazi di Banach
- 46B06 teoria asintotica degli spazi di Banach [vedi anche 52A23]
- 46B07 teoria locale degli spazi di Banach
- 46B08 tecniche di ultraprodotto nella teoria degli spazi di Banach [vedi anche 46M07]
- 46B09 metodi probabilistici nella teoria degli spazi di Banach [vedi anche 60Bxx]
- 46B10 dualità e riflessività [vedi anche 46A25]
- 46B15 sommabilità e basi [vedi anche 46A35]
- 46B20 geometria e struttura degli spazi lineari normati
- 46B22 proprietà di Radon-Nikodym, proprietà di Krein-Mil'man e proprietà collegate [vedi anche 46G10]46B25 spazi di Banach classici nella teoria generale
- 46B26 spazi di Banach nonseparabili
- 46B28 spazi di operatori; prodotti tensoriali; proprietà di approssimazione [vedi anche 46A32, 46M05, 47L05, 47L20]
- 46B40 spazi normati ordinati [vedi anche 46A40, 46B42]
- 46B42 reticoli di Banach [vedi anche 46A40, 46B40]
- 46B45 spazi di Banach di successioni [vedi anche 46A45]
- 46B50 compattezza negli spazi di Banach (o normati)
- 46B70 interpolazione tra spazi lineari normati [vedi anche 46M35]
- 46B80 classificazione nonlineare degli spazi di Banach; quozienti nonlineari
- 46B85 immersioni di spazi metrici discreti in spazi di Banach; applicazioni in topologia e in informatica [vedi anche 05C12, 68Rxx]
- 46B99 argomenti diversi dai precedenti, ma in questa sezione

## 46Cxx
spazi con prodotto interno e loro generalizzazioni, spazi di Hilbert
{per spazi di funzioni, vedi 46Exx}
- 46C05 spazi pre-Hilbert e spazi di Hilbert: geometria e topologia (inclusi gli spazi con prodotto interno semidefinito)
- 46C07 sottospazi di Hilbert; complementazione (di Aronszajn, di de Branges, ...) [vedi anche 46B70, 46M35]
- 46C15 caratterizzazioni degli spazi di Hilbert
- 46C20 spazi con prodotto interno indefinito (spazi di Krein, spazi di Pontryagin, ...)
- 46C50 generalizzazioni dei prodotti interni (prodotti semi-interni, prodotti interni parziali ecc.)
- 46C99 argomenti diversi dai precedenti, ma in questa sezione

## 46Exx
spazi lineari di funzioni e loro duali
[vedi anche 30H05, 32A38, 46F05] {per le algebre di funzioni, vedi 46J10}
- 46E05 reticoli di funzioni continue, differenziabili o analitiche
- 46E10 spazi topologici lineari di funzioni continue, differenziabili o analitiche
- 46E15 spazi di Banach di funzioni continue, differenziabili o analitiche
- 46E20 spazi di Hilbert di funzioni continue, differenziabili o analitiche
- 46E22 spazi di Hilbert con nuclei riproduttivi?riproducenti (= spazi di Hilbert funzionali (propri))
- 46E25 anelli ed algebre di funzioni continue, differenziabili o analitiche {per le algebre di Banach di funzioni, vedi 46J10, 46J15}
- 46E27 spazi di misure [vedi anche 28A33, 46Gxx]
- 46E30 spazi di funzioni misurabili (spazi Lp, spazi di Orlicz, spazi di Köthe di funzioni, spazi di Lorentz, spazi invarianti per riarrangiamento, spazi ideali ecc.)
- 46E35 spazi di Sobolev ed altri spazi di funzioni lisce, teoremi di immersione, teoremi di traccia
- 46E39 spazi di Sobolev (e di genere simile) di funzioni di variabili discrete
- 46E40 spazio di funzioni a valori vettoriali ed operatoriali
- 46E50 spazi di funzioni differenziabili o olomorfe su spazi di dimensione infinita [vedi anche 46G20, 46G25, 47H60]
- 46E99 argomenti diversi dai precedenti, ma in questa sezione

## 46Fxx
distribuzioni, funzioni generalizzate, spazi di distribuzioni
[vedi anche 46T30]
- 46F05 spazi topologici lineari di funzioni di test, distribuzioni ed ultradistribuzioni [vedi anche 46E10, 46E35]
- 46F10 operazioni con le distribuzioni
- 46F12 trasformate integrali in spazi di distribuzioni [vedi anche 42-XX, 44-XX]
- 46F15 iperfunzioni, funzionali analitici [vedi anche 32A25, 32A45, 32C35, 58J15]
- 46F20 distribuzione ed ultradistribuzioni come valori al contorno di funzioni analitiche [vedi anche 30D40, 30E25, 32A40]
- 46F25 distribuzioni su spazi di dimensione infinita [vedi anche 58C35]
- 46F30 funzioni generalizzate per l'analisi nonlineare (di Rosinger, di Colombeau, non standard ecc.)
- 46F99 argomenti diversi dai precedenti, ma in questa sezione

## 46Gxx
misure, integrazione, derivata?, olomorfia (nozioni coinvolgenti spazi di dimensione infinita)
[vedi anche 28-XX, 46Txx]
- 46G05 derivate [vedi anche 46T20, 58C20, 58C25]
- 46G10 misure ed integrazione a valori vettoriali [vedi anche 28Bxx, 46B22]
- 46G12 misure ed integrazione su spazi lineari astratti [vedi anche 28C20, 46T12]
- 46G15 teoria del sollevamento analitico funzionale [vedi anche 28A51]
- 46G20 olomorfia di dimensione infinita [vedi anche 32-XX, 46E50, 46T25, 58B12, 58C10]
- 46G25 (spazi di) applicazioni multilineari, polinomi [vedi anche 46E50, 46G20, 47H60]
- 46G99 argomenti diversi dai precedenti, ma in questa sezione

## 46Hxx
algebre topologiche, anelli normati, algebre normate, algebre di Banach
{per algebre di gruppo, algebre di convoluzione ed algebre di misure, vedi 43A10, 43A20}
- 46H05 teoria generale delle algebre topologiche
- 46H10 ideali e sottoalgebre
- 46H15 rappresentazioni delle algebre topologiche
- 46H20 struttura e classificazione delle algebre topologiche
- 46H25 moduli normati e moduli di Banach, moduli topologici {!se non collocato in 13-XX o 16-XX}
- 46H30 calcolo funzionale nelle algebre topologiche [vedi anche 47A60]
- 46H35 algebre topologiche di operatori [vedi principalmente 47Lxx]
- 46H40 continuità automatica
- 46H70 algebre topologiche non associative [vedi anche 46K70, 46L70]
- 46H99 argomenti diversi dai precedenti, ma in questa sezione

## 46Jxx
algebre di Banach commutative ed algebre topologiche commutative
[vedi anche 46E25]
- 46J05 teoria generale delle algebre topologiche commutative
- 46J10 algebre di Banach di funzioni continue, algebre di funzioni [vedi anche 46E25]
- 46J15 algebre di Banach di funzioni differenziabili o analitiche, spazi Hp [vedi anche 30D55, 30H05, 32A35, 32A37, 32A38, 42B30]
- 46J20 ideali, ideali massimali, frontiere?boundaries
- 46J25 rappresentazioni delle algebre topologiche commutative
- 46J30 sottoalgebre
- 46J40 struttura e classificazione delle algebre topologiche commutative
- 46J45 algebre di Banach radicali
- 46J99 argomenti diversi dai precedenti, ma in questa sezione

## 46Kxx
(anelli ed) algebre topologiche con una involuzione
[vedi anche 16W10]
- 46K05 teoria generale delle algebre topologiche con involuzione
- 46K10 rappresentazioni delle algebre topologiche con involuzione
- 46K15 algebre di Hilbert
- 46K50 (sotto) algebre non autoaggiunte in algebre con involuzione
- 46K70 algebre topologiche non associative con una involuzione [vedi anche 46H70, 46L70]
- 46K99 argomenti diversi dai precedenti, ma in questa sezione

## 46Lxx
algebre di operatori autoaggiunti (C*-algebre, algebre di von Neumann (W*-algebre) ecc.)
[vedi anche 22D25]
- 46L05 teoria generale delle C*-algebre
- 46L06 prodotti tensoriali di C*-algebre; prodotti liberi di C*-algebre
- 46L07 spazi di operatori e mappe completamente limitate [vedi anche 47L25]
- 46L08 C*-moduli
- 46L10 teoria generale delle algebre di von Neumann
- 46L30 stati
- 46L35 classificazione delle C*-algebre, fattori
- 46L36 classificazione dei fattori
- 46L37 sottofattori? e loro classificazione
- 46L40 automorfismi
- 46L45 teoria di decomposizione per le C*-algebre
- 46L51 misure non commutative e integrazione
- 46L52 spazi di funzioni non commutative
- 46L53 probabilità e statistica non commutative
- 46L54 algebre libere di probabilità e di operatori
- 46L55 sistemi dinamici non commutativi [vedi anche 28Dxx, 54H20, 37Kxx, 37Lxx]
- 46L57 derivazioni, dissipazioni e semigruppi positivi nelle C*-algebre
- 46L60 applicazioni delle algebre di operatori autoaggiunti alla fisica [vedi anche 46N50, 46N55, 47L90, 81T05, 82B10, 82C10]
- 46L65 quantizzazioni, deformazioni
- 46L70 algebre non associative di operatori autoaggiunti [vedi anche 46H70, 46K70]
- 46L80 K-teoria ed algebre di operatori (inclusa la teoria ciclica) [vedi anche 18F25, 19Kxx, 46M20, 55Rxx, 58J22]
- 46L85 topologia non commutativa [vedi anche 58B32, 58B34, 58J22]
- 46L87 geometria differenziale non commutativa [vedi anche 58B32, 58B34, 58J22]
- 46L89 altra matematica "non commutativa" basata sulla teoria delle C*-algebre [vedi anche 58B32, 58B34, 58J22]
- 46L99 argomenti diversi dai precedenti, ma in questa sezione

## 46Mxx
metodi categoriali in analisi funzionale
[vedi anche 18-XX]
- 46M05 prodotti tensoriali [vedi anche 46A32, 46B28, 47A80]
- 46M07 ultraprodotti [vedi anche 46B08, 46S20]
- 46M10 oggetti proiettivi ed iniettivi [vedi anche 46A22]
- 46M15 categorie, funtori {per K-teoria ed EXT, vedi 19K33, 46L80, 46M18, 46M20}
- 46M18 metodi omologici (sequenze esatte, inversi a destra, lifting? ecc.)
- 46M20 metodi di topologia algebrica (di coomologia, di teoria dei fasci e di teoria dei fibrati ecc.) [vedi anche 14F05, 18Fxx, 19Kxx, 32Cxx, 32Lxx, 46L80, 46M15, 46M18, 55Rxx]
- 46M35 interpolazione astratta di spazi vettoriali topologici [vedi anche 46B70]
- 46M40 limiti induttivi e proiettivi [vedi anche 46A13]
- 46M99 argomenti diversi dai precedenti, ma in questa sezione

## 46Nxx
applicazioni varie dell'analisi funzionale
[vedi anche 47Nxx]
- 46N10 applicazioni in ottimizzazione, in analisi convessa, in programmazione matematica, in economia
- 46N20 applicazioni alle equazioni differenziali ed alle equazioni integrali
- 46N30 applicazioni in teoria della probabilità ed in statistica
- 46N40 applicazioni in analisi numerica [vedi anche 65Jxx]
- 46N50 applicazioni in fisica quantistica
- 46N55 applicazioni in fisica statistica
- 46N60 applicazioni in biologia ed in altre scienze
- 46N99 argomenti diversi dai precedenti, ma in questa sezione

## 46Sxx
altri tipi (non classici) di analisi funzionale
[vedi anche 47Sxx]
- 46S10 analisi funzionale sopra campi diversi da R, da C o dai quaternioni; analisi funzionale non-Archimedea [vedi anche 12J25, 32P05]
- 46S20 analisi funzionale non standard [vedi anche 03H05]
- 46S30 analisi funzionale costruttiva [vedi anche 03F60]
- 46S40 analisi funzionale sfumata [vedi anche 03E72]
- 46S50 analisi funzionale in spazi lineari metrici probabilistici
- 46S60 analisi funzionale su superspazi (supervarietà) o su spazi graduati [vedi anche 58A50, 58C50]
- 46S99 argomenti diversi dai precedenti, ma in questa sezione

## 46Txx
analisi funzionale nonlineare
[vedi anche 47Hxx, 47Jxx, 58Cxx, 58Dxx]
- 46T05 varietà infinito-dimensionali [vedi anche 53Axx, 58Bxx, 58Dxx, 57N20]
- 46T10 varietà di applicazioni
- 46T12 misura (gaussiana, cilindrica ecc.) ed integrali (di Feynman, di cammino, di Fresnel ecc.) sulle varietà [vedi anche 28Cxx, 46G12, 60-XX]
- 46T20 mappe continue e differenziabili [vedi anche 46G05]
- 46T25 mappe olomorfe [vedi anche 46G20]
- 46T30 funzioni di distribuzione e funzioni generalizzate su spazi nonlineari [vedi anche 46Fxx]
- 46T99 argomenti diversi dai precedenti, ma in questa sezione